# Союз демократических сил Туркменистана
Союз демократических сил Туркменистана (СДСТ) — политическая партия Туркменистана. Официально не зарегистрирована.
По состоянию на 2006 год лидером Союза демократических сил Туркменистана являлся Александр Додонов.

## История
29 сентября 2003 года в Праге (Чехия) лидеры четырёх главных оппозиционных с целью свержения президента Туркменистана Сапармурата Ниязова и установления в Туркменистане более открытой политической системы движений создали Союз демократических сил Туркменистана. В Объединённый фронт входят четыре главные группы:
- Объединённая демократическая оппозиция Туркменистана (ОДОТ);
- Общественно-политическое движение «Ватан»;
- Общественно-политическое движение «Возрождение»;
- Республиканская партия Туркменистана (в изгнании).

Объединение произошло вследствие практической схожести у всех оппозиционных партий и движений политической и экономический платформ и отсутствием противоречий между организациями. На конференции был установлен план о создании в ближайшие месяцы рабочей группы, которая при участии международных экспертов начнёт работу над новой Конституцией Туркменистана, которая предусматривает парламентскую республику как форму правления страны.
На организационном этапе оппозиция посчитала необходимым ввести против режима Сапармурата Ниязова политические и экономические санкции, а также пересмотреть часть резолюции Генеральной Ассамблеи ООН от 1995 года, в которой принимается к сведению объявление Туркменистаном нейтралитета. Участники пражского саммита потребовали оказать давление на президента Ниязова с целью допустить наблюдателей из Международного комитета Красного Креста к политическим заключённым и обеспечить пересмотр судебных дел участников событий 25 ноября 2002 года и других политзаключённых с участием независимых адвокатов.
В 2006 году лидеры оппозиционных сил обратились к мировому сообществу с просьбой повлиять на обстановку в Туркменистане, поддержав демократические процессы. В заявлении было сказано, что «СДСТ стремится обеспечить стабильность в стране, выполнение государством своих обязанностей, в частности, во внешнеэкономической сфере, а также требует освободить всех политических заключённых» и что «со смертью диктатора в Туркмении должна быть перевёрнута страница диктатуры».